# Басмала

Запис каліграфічним стилем насх

Ба́смала (араб. بسملة, Бісмілляг) — промова формули та сама формула «бісміллягі р-рахмані р-рахім» (іменем Аллаха Милостивого, Милосердного), з якої починаються майже всі сури Корану.
Відповідно до багатовікової традиції ця формула, якій надається магічне значення, промовляється мусульманами під час молитви, перед початком будь-якої справи, пишеться на початку листів, офіційних документів тощо.
В повсякденному вжитку неарабомовні мусульмани нерідко вимовляють лише початкову частину формули — бісмілла.